# Нещерівська сільська рада
| Нещерівська сільська рада — колишній орган місцевого самоврядування у Обухівському районі Київської області з адміністративним центром у с. Нещерів. Історична дата утворення: 12 лютого 1991 року. Сільській раді підпорядковані населені пункти: - с. Нещерів |

## Склад ради
Рада складається з 12 депутатів та голови.

### Керівний склад ради
| ПІБ                          | Основні відомості                                                         | Дата обрання | Дата звільнення |
| ---------------------------- | ------------------------------------------------------------------------- | ------------ | --------------- |
| Пальчевська Лідія Григорівна | Сільський голова, 1958 року народження, освіта, позапартійна              | 26.03.2006   | 31.10.2010      |
| Пальчевська Лідія Григорівна | Сільський голова, 1958 року народження, освіта вища, член Партії регіонів | 31.10.2010   |                 |

Примітка: таблиця складена за даними джерела